# Leandro Paredes
Leandro Daniel Paredes (San Justo, 29 de junho de 1994) é um futebolista argentino que atua como volante. Atualmente, joga pelo Boca Juniors e pela Seleção Argentina.

## Carreira

### Início
Paredes é considerado um dos melhores jogadores argentinos de sua geração. Por suas características de jogo, já foi considerado o jogador que mais se assemelha a Juan Román Riquelme.
No futebol, começou com apenas 3 anos de idade em um clube chamado La Justina, da cidade de San Justo. Depois foi para um clube chamado Brisas del Sur.

### Boca Juniors
Chegou ao Boca Juniors com 9 anos de idade. Em 2006, participou da categoria 94 no torneio Arousa Futbol 7, na Espanha. Nesse torneio foi campeão e foi considerado um dos melhores jogadores que já passaram pela competição, junto com Bojan Krkić e Wesley Sneijder.
Aos 16 anos, foi promovido ao elenco profissional pelo treinador Claudio Borghi. Embora não tivesse chances de ficar no banco de reservas, concentrou pela primeira vez com o elenco profissional para a partida contra o Independiente.
Seu ótimo rendimento nos treinos comandados por Claudio Borghi lhe renderam uma chance de ficar no banco vestindo a camisa de número 20 na partida válida pelo Campeonato Argentino (Apertura) contra o Argentinos Juniors, no dia 6 de novembro. O jogo marcava a volta do astro Juan Román Riquelme, após um longo tempo de inatividade. Paredes estreou como profissional e entrou no lugar de Lucas Viatri, aos 38 minutos do segundo tempo.

### Roma e Chievo Verona
Em 12 de fevereiro de 2014, foi emprestado à Roma por 18 meses e repassado ao Chievo Verona até o fim da temporada 2013–14.
Em 19 de julho de 2014, Paredes juntou-se à Roma em um acordo temporário, com opção de compra definitiva. O volante fez sua estreia no dia 27 de setembro, entrando no segundo tempo na vitória por 2 a 0 contra o Hellas Verona. Em maio de 2015, a Roma adquiriu Paredes em definitivo por 4,5 milhões de euros.

### Zenit
Foi anunciado como novo reforço do Zenit, da Rússia, no dia 1 de julho de 2017. O argentino custou 27 milhões de euros e assinou contrato válido por quatro temporadas.

### Paris Saint-Germain
Por 47 milhões de euros, Paredes foi contratado pelo Paris Saint-Germain no dia 29 de janeiro de 2019. O volante assinou com o clube francês até junho de 2023.

### Juventus
Foi anunciado pela Juventus no dia 31 de agosto de 2022, chegando por empréstimo até o final da temporada. No acordo fechado, a Velha Senhora tem obrigação de compra em caso de metas esportivas alcançadas.
A Juventus anunciou, em 23 de junho de 2023, que Leandro Paredes não jogará pelo time italiano na 2023-24. Paredes deixou a Juve após 35 jogos na temporada. Ele marcou um gol no Campeonato Italiano e deu uma assistência na Liga dos Campeões.

### Retorno a Roma
No dia 14 de agosto de 2023, a Roma acertou a contratação de Paredes, com contrato até junho de 2025, com opção de extensão até 2026, o acordo teve como valor 4 milhões de euros (cerca de 21,4 milhões de reais).

### Retorno ao Boca Juniors
Em 10 de julho de 2025, o Boca Juniors anunciou o retorno de Leandro Paredes. O meio-campista está de volta ao clube que o revelou ao futebol em 2010.

## Seleção Nacional
Paredes fez parte do elenco que disputou o Campeonato Sul-Americano Sub-15 de 2009 na Bolívia.
Em 2010, disputou com a Seleção Argentina Sub-17 a Copa Toyota em Nagoya, onde a Argentina perdeu para o Japão por 2 a 0. Paredes também fez parte do elenco que disputou o Campeonato Sul-Americano Sub-17 de 2011 no Equador.
Já pela Seleção Argentina principal, foi titular na conquista da Copa América de 2021, realizada no Brasil.

## Títulos
Boca Juniors
- Campeonato Argentino: 2011 (Apertura)
- Copa Argentina: 2011–12

Zenit
- Premier League Russa: 2018–19

Paris Saint-Germain
- Ligue 1: 2018–19, 2019–20 e 2021–22
- Supercopa da França: 2019 e 2020
- Copa da Liga Francesa: 2019–20
- Copa da França: 2019–20 e 2020–21

Seleção Argentina
- Superclássico das Américas: 2019
- Copa América: 2021 e 2024
- Copa do Mundo FIFA: 2022

### Prêmios individuais
- Equipe das Estrelas da Copa América de 2019